# Número decimal
Números decimais são números não inteiros que se usa uma vírgula, indicando que o algarismo a seguir pertence à ordem das décimas, os números decimais podem ter um número finito ou infinito de casas decimais, podendo ser racional ou irracional. Os números decimais também aparecem no dinheiro para representar os centavos.

## História
Os números decimais têm origem nas frações decimais. Por exemplo, a fração {\displaystyle {\frac {1}{2}}} equivale à fração {\displaystyle {\frac {5}{10}}} que é igual  ao número decimal {\displaystyle 0,5\,\!}.
Simon Stevin, engenheiro e matemático holandês, em 1585 elaborou um método para efetuar operações por meio de números inteiros, sem o uso de frações, no qual ordenava os números naturais sobre os algarismos do numerador, o que indicava a posição a ser ocupada pela vírgula no numeral decimal.
{\displaystyle {\frac {1532}{1000}}=}{\displaystyle {\begin{matrix}&&1&2&3\\1&,&5&3&2\end{matrix}}}
A representação proveniente de frações decimais recebia um traço no numerador indicando o número de zeros existentes no denominador.
{\displaystyle {\frac {532}{100}}=5,{\frac {32}{100}}}
Em 1617 a notação introduzida por Stevin foi adaptada por John Napier, matemático escocês, que sugeriu o uso de um ponto ou de uma vírgula para separar a parte inteira da parte decimal.
Durante muito tempo os números decimais foram empregados apenas para cálculos astronômicos em virtude da precisão proporcionada. Esses números simplificaram muito os cálculos e passaram a ser usados com mais ênfase após a criação do sistema métrico decimal.

## Casa decimal.
É a posição que um algarismo ocupa após a vírgula em um número decimal.
- Exemplo:

O número decimal 12,34563 tem 5 casas decimais. Observe que no exemplo ao lado existem 5 algarismos (3,4,5,6, e 3 novamente) após a vírgula, formando os números:  0,3; 0,04; 0,005; 0,0006 e 0,00003.

## Nomenclatura.
| Valor | Nome                         | Quantidade de casas decimais |
| ----- | ---------------------------- | ---------------------------- |
| 10−1  | Décimo                       | 1                            |
| 10−2  | Centésimo                    | 2                            |
| 10−3  | Milésimo                     | 3                            |
| 10−4  | Décimo de milésimo           | 4                            |
| 10−5  | Centésimo de milésimo        | 5                            |
| 10−6  | Milionésimo                  | 6                            |
| 10−7  | Décimo de milionésimo        | 7                            |
| 10−8  | Centésimo de milionésimo     | 8                            |
| 10−9  | Bilionésimo                  | 9                            |
| 10−10 | Décimo de bilionésimo        | 10                           |
| 10−11 | Centésimo de bilionésimo     | 11                           |
| 10−12 | Trilionésimo                 | 12                           |
| 10−13 | Décimo de trilionésimo       | 13                           |
| 10−14 | Centésimo de trilionésimo    | 14                           |
| 10−15 | Quatrilhonésimo              | 15                           |
| 10−16 | Décimo de quatrilhonésimo    | 16                           |
| 10−17 | Centésimo de quatrilhonésimo | 17                           |
| 10−18 | Quintilhonésimo              | 18                           |
| 10−19 | Décimo de quintilhonésimo    | 19                           |
| 10−20 | Centésimo de quintilhonésimo | 20                           |

## Exemplos de decimais exatos.
- {\displaystyle 0,9}
- {\displaystyle 0,05}
- {\displaystyle 0,81}
- {\displaystyle 0,5}
- {\displaystyle 0,797}
- {\displaystyle 0,67}
- {\displaystyle 0,7}
- {\displaystyle 1,57}
- {\displaystyle 44,55}
- {\displaystyle 21,222}
- {\displaystyle 0,0001}
- {\displaystyle 2,21}
- {\displaystyle 144,5}

(Tambem existem números decimais negativos)

## Dízimas periódicas
Dízimas periódicas são números decimais que tem um número infinito de casas decimais, porém, essas casas decimais se repetem com um padrão.
Um exemplo de dízima periódica é a divisão {\displaystyle {\frac {1}{3}}} , em que, ao fazer a conta, o resultado vai ser o seguinte:
- {\displaystyle 0,3333333333333333...}

O número decimal acima é uma dízima periódica simples.
Também existem dízimas periódicas compostas, mostrado no exemplo abaixo:
- {\displaystyle 0,211111111111111...}

Abaixo temos mais exemplos de dízimas periódicas:
- {\displaystyle 0,2727272727...}
- {\displaystyle 0,233333333333...}
- {\displaystyle 0,0666666666...}
- {\displaystyle 0,537537537537537537...}

Outra maneira de representar as dízimas periódicas sem utilizar os três pontos ({\displaystyle ...}), é com um segmento de reta em cima do número que se repete, veja os exemplos de cima representados nessa forma:
- {\displaystyle 0,{\overline {27}}}
- {\displaystyle 0,2{\overline {3}}}
- {\displaystyle 0,0{\overline {6}}}
- {\displaystyle 0,{\overline {537}}}

### 0,999... = 1?
Existe uma discussão que fala que a dízima periódica simples 0,999... é igual a 1,  Provas variadas dessa igualdade, com diferentes graus de rigor matemático, têm sido formuladas, considerando-se, entre outros pontos essenciais, o desenvolvimento (e a apresentação) preferencial dos números reais, os pressupostos básicos, o contexto histórico e, também, o público-alvo. Assim, essa relação de identidade passou a ser acolhida e considerada pelos matemáticos e, em consequência, tem sido transmitida aos aprendizes, na dinâmica didático-pedagógica da matemática. Leia mais sobre o assunto no artigo 0,999... na Wikipédia!
Se quiser ler mais sobre o assunto dízima periódica, leia o artigo Dízima Periódica na Wikipédia!

## Números Irracionais
Os números irracionais são números em que não é possivel representá-los por uma fração, e todos os números irracionais são números decimais. Esses números decimais têm um número infinito de algarismos, porém eles não se repetem, podendo ser chamados de não periódicos. Abaixo temos alguns exemplos de números irracionais.

#### Raízes Quadradas não Exatas
Alguns exemplos de números irracionais são as raízes quadradas não exatas, que apresentam um número infinto de algarismos. Abaixo temos alguns exemplos de raízes quadradas não exatas:
- {\displaystyle {\sqrt {2}}=1.41421356237...} (Raiz quadrada de dois)
- {\displaystyle {\sqrt {3}}=1.73205080757...} (Raiz quadrada de três)
- {\displaystyle {\sqrt {5}}=2.2360679775...} (Raiz quadrada de cinco)

Isso também pode ocorrer com outras raízes matemáticas, como a raiz cúbica!

#### Número PI (π{\displaystyle \pi })
Outro exemplo de número irracional é o número pi (representado pela letra grega: "{\displaystyle \pi }"), utilizado pela medir a circunferência de circulos, área de circulos, volume de esféras, área de esféras e entre outras operações. O valor de {\displaystyle \pi } pode ser aproximado pela divisão da circunferência de um circulo pelo seu diâmetro ({\displaystyle \pi =\left({\frac {C}{D}}\right)}).  Abaixo temos o valor de {\displaystyle \pi }:
- {\displaystyle \pi =3,1415926535897932384626433832795028841971693993751058209}{\displaystyle 749445923078164062862089986280348253421170679...}

Leia mais sobre o número {\displaystyle \pi } no artigo PI na Wikipédia!

#### Número de Euler ou Número de Napier (e{\displaystyle e})
Outro exemplo de número irracional é o número de euler (representada pela letra "e"), também chamado de número de Napier, o número de Euler é uma constante matemática que é a base dos logaritimos naturais. Ele tem esse nome para homenagear o matemático suíço Leonhard Euler. A primeira referência à constante foi publicada em 1618 na tabela de um apêndice de um trabalho sobre logaritmos de John Napier. No entanto, este não contém a constante propriamente dita, mas apenas uma simples lista de logaritmos naturais calculados a partir desta. A primeira indicação da constante foi descoberta por Jakob Bernoulli. Ele descobriu o valor de {\displaystyle e} com o limite abaixo:
- {\displaystyle e=\lim _{n\to \infty }\left(1+{\frac {1}{n}}\right)^{n}=2,718281828459045235360287...}

Leia mais sobre o número {\displaystyle e} no artigo E (constante matemática) na Wikipédia!

#### Número de Ouro (ϕ{\displaystyle \phi }- Phi)
Outro exemplo de número irracional é o número de ouro (representada pela letra grega "{\displaystyle \phi }", e escrita com "phi"), também chamada de proporção áurea, o número de ouro está presente geométricamente na arte e na natureza. Existem varias maneiras de adquirir o número de ouro, uma delas é com a sequência de Fibonacci, somente dividir um termo da sequência pelo seu anterior, quanto maior o termo, mais proximo o resultado fica do número {\displaystyle \phi }. Abaixo temos o valor do número de Ouro:
{\displaystyle \phi =1.61803399...}
Leia mais sobre o número {\displaystyle \phi } no artigo proporção áurea na Wikipédia!

## Operações

### Adição e subtração
Quando se adiciona ou subtrai um número decimal com outro número decimal, a regra deve ser "Número inteiro abaixo de número inteiro, vírgula abaixo de vírgula e casa decimal abaixo de casa decimal."

Ex:
+ 0,30
——————
1,856
Agora, repare que a regra acima está sendo obedecida, mas não existe nenhum número na ordem dos milésimos, para se calcular com o "6". Quando não se tem a (s) casa (s) decimal (is) para se calcular a adição (ou subtração) se adiciona zero, ou repete o valor a ser calculado (no caso, 6).
Ex:                                                                                                                                                                             
24,6
-  6,7
——————
17,9     

### Multiplicação e divisão de Números Decimais.

#### Pela regra prática (válido quando o multiplicador ou o divisor é uma potência de 10)
Quando se multiplica um número decimal por 10, 100, 1000, ou qualquer outra potência de 10, a vírgula anda uma casa decimal para a direita, de acordo com o número de zeros no multiplicador. Isso é chamado de "regra prática".
Ex: 0,56 X 100 = 56
 12,00 X 100 = 1200
 350,33 X 10 = 3503,3
Do mesmo jeito é a divisão por qualquer potência de 10, só que dessa vez a vírgula anda uma casa decimal para a esquerda para cada zero do divisor.
Ex: 1200000 ÷ 100000 = 12
 5,55 ÷ 10 = 0,555

#### Multiplicação ordinária
Para multiplicarmos um ou dois números com vírgula, efetuamos a multiplicação "esquecendo-se" da vírgula. Quando obtemos o produto, conta-se quantas casas depois da vírgula os dois números decimais possuíam juntos e marcam-se estas casas no produto.
Ex: 1,25 X 0,56 = 0,7000
{\displaystyle {\begin{matrix}1{,}25\\{\frac {X0,56}{0,7000}}\end{matrix}}}

##### Justificativa
Todo o número decimal racional pode ser representado por uma fração. Vamos representar 1,25 e 0,56 dessa maneira:
{\displaystyle 1{,}25={\frac {125}{100}}}
{\displaystyle 0{,}56={\frac {56}{100}}}
Efetuando a multiplicação dessas frações, temos:
{\displaystyle {\frac {125}{100}}\cdot {\frac {56}{100}}={\frac {125\cdot 56}{100\cdot 100}}={\frac {7000}{10000}}}
Retornando à forma de número decimal, temos:
{\displaystyle {\frac {7000}{10000}}=0{,}7000=0{,}7}

## Artigos Relacionados:
- Fração
- Dízima Periódica
- Número Irracional
- E (Constante Matemática)
- Número PI
- Proporção Áurea
- John Napier
- Simon Stevin
- 0,999...